# Mouktélé (langue)
Pour les articles homonymes, voir Mouktélé.
Le mouktélé (ou balda, matal, mouktele, muktele, muktil) est une langue tchadique biu-mandara, parlée au Cameroun, dans la Région de l'Extrême-Nord, le département du Mayo-Sava et l'arrondissement de Mora, au sud-ouest de Mora, au sud, et sur le versant oriental des monts Mandara, par les Mouktélé.
Le nombre de locuteurs a été estimé à 18 000 en 1982.